# Denzil Tulser
Denzil Tulser (rođen 8. kolovoza 1948.) fiktivni je lik iz BBC-jeva sitcoma Mućke kojeg je glumio Paul Barber.
Denzil je vozač kamiona i prijatelj Dereka Trottera te jedna od čestih žrtvi njegovih mućki. U epizodi iz 1983. "Who's A Pretty Boy?" Denzilova je bivša žena Corinne, koja uvijek uspijeva prokazati Delove igrice, izjavila da kad god su Denzil i Del zajedno, Denzil završi pijan ili bez novca, na što Denzil odvraća: "Da znam, ali on je prijatelj". Del je navukao Corinnin bijes na sebe uništivši njezinu hranu za vjenčanje nakon što mu se pokvario hladnjak, ostavivši goste s pitom i čipsom. Kap koja je prelila čašu dogodila se kad je Denzil unajmio Dela, Rodneyja i Djeda da mu oliče dnevni boravak. Napravili su rupu u čajniku, uništili kuhinju parom i ubili Corinnina ljubimca kanarinca. U panici su poslali Djeda da kupi zamjensku pticu kako bi zavarali Corinne. Plan je propao kad je Corinne došla kući i otkrila rupu u čajniku te uskrslu pticu koja je uginula prije nego što je ona otišla na posao.
Denzil i Corinne razveli su se kasnije u seriji. Denzilov posao prijevoza na duge staze također je pridonijelo razvodu, kao i njegov odlazak u umobolnicu. U božićnom specijalu iz 1985. "To Hull and Back", dok je vozio u Hull, čuo je Delov glas. Del je bio zaključan u pozadini kamiona nakon što ga je iskoristio kao tajno sastajalište s Boyciejem i Abdulom. Stigavši u Hull, Denzil se zaputio u lokal na ručak i kavu koja ga je razbudila. Dok je jeo, kroz prozor je ugledao odraz Delova Reliant Regala. Misleći kako gubi razum, zaputio se na stijene kako bi razbistrio glavu, ali je tada ugledao Dela na ribarici kako isplovljava na pučinu.
U seriji je rečeno kako se Denzil preselio u Peckham s 13 godina iz Liverpoola. S četiri velika brata koja su ga pazila, pohađao je istu školu kao i Del, Brzi, Boycie i drugi.
Denzil se zadnji put pojavio u prvoj epizodi spinoff serije The Green Green Grass, kad obavještava Boycieja da su braća Driscoll pušteni na uvjetnu kaznu.  